# O Cepedo (Villamarín)
O Cepedo es una aldea situada en la parroquia de León, del municipio español de Villamarín, en la provincia de Orense, Galicia.

## Demografía
| Gráfica de evolución demográfica de O Cepedo entre 2000 y 2023 |
|                                                                |
| Datos según el nomenclátor publicado por el INE.               |